# Ahmetfakılı, Sorgun
Ahmetfakılı là một thị trấn thuộc huyện Sorgun, tỉnh Yozgat, Thổ Nhĩ Kỳ. Dân số thời điểm năm 2010 là 1.623 người.